# Sobiesław (imię)
Sobiesław – staropolskie imię męskie.
Imię Sobiesław jest przykładem staropolskiego, złożonego, osobowego imienia dwuczłonowego, które jest reliktem pogańskich imion używanych we wczesnym średniowieczu przez Słowian. Składa się z członu Sobie- i -sław („sława”). Oznacza „zachowujący sławę dla siebie” lub „zapracowujący na sławę dla siebie”. Witold Taszycki zaliczył je do grupy najstarszych polskich imion osobowych .
Żeński odpowiednik: Sobiesława.
Sobiesław imieniny obchodzi 20 sierpnia i 28 sierpnia.
Podobne imiona: Sobiebor, Sobiemir, Sobiemysł, Sobierad, Sobiesąd.

## Osoby noszące imię Sobiesław
- Sobiesław I Gdański
- Sobiesław II Gdański
- Sobiesław III
- Sobiesław Zasada – polski kierowca rajdowy, przedsiębiorca
- Sobiesław Szybkowski – polski mediewista